# Junee Reefs
Junee Reefs är en ort i Australien. Den ligger i kommunen Junee och delstaten New South Wales, i den sydöstra delen av landet, omkring 340 kilometer väster om delstatshuvudstaden Sydney.
Runt Junee Reefs är det mycket glesbefolkat, med 3 invånare per kvadratkilometer.. Närmaste större samhälle är Junee, omkring 15 kilometer söder om Junee Reefs.
Trakten runt Junee Reefs består till största delen av jordbruksmark. Genomsnittlig årsnederbörd är 709 millimeter. Den regnigaste månaden är februari, med i genomsnitt 114 mm nederbörd, och den torraste är oktober, med 29 mm nederbörd.